# Route départementale 49 (Essonne)
Pour les articles homonymes, voir Route départementale 49.
La route départementale 49 est une route départementale située dans le département français de l'Essonne et dont l'importance est aujourd'hui restreinte à la circulation routière locale. Elle constitue le trajet essonnien de la route entre Étampes et Orléans par la vallée de la Juine.

## Itinéraire
La route départementale 49 relie aujourd'hui dans l'Essonne Étampes à Estouches par la vallée de la Juine et se poursuit dans le département du Loiret par la route départementale 97.
- Étampes, elle démarre son parcours à l'intersection avec la route départementale 21 avec l'appellation Avenue de la Libération, puis traverse le Square du 19 mars 1962 et la Place Noël Hamouy et devient l’avenue de Bonnevaux jusqu'à passer sous la route nationale 20 et prendre la dénomination Avenue Charles-de-Gaulle puis Route de Saclas.
- Ormoy-la-Rivière, elle entre par le nord avec l'appellation Route de Vauvert dans le hameau des Hauts Carnaux. À la traversée du hameau Le Mesnil puis Lendreville, elle devient la Route d'Artondu jusqu'à quitter le territoire.
- Boissy-la-Rivière, elle entre par le nord-ouest sans appellation.
- Saclas, elle traverse le hameau de Bierville et prend la dénomination de Route des Nations.
- Saint-Cyr-la-Rivière, elle entre par le nord sans appellation ; elle traverse la ligne d'Étampes à Beaune-la-Rolande.
- Saclas, elle entre à nouveau sur le territoire et traverse la Juine en prenant le nom d’Avenue Jean Jaurès. Dans le centre-ville, elle rencontre la route départementale 108 et devient la Rue Joliot-Curie puis la Rue de Grenet. À la sortie du lieu-dit de Gravier, elle repasse au-dessus de la voie ferrée et perd sa dénomination. Elle rencontre ensuite la route départementale 145 qui parcourt en partie le même trajet.
- Estouches, elle marque la limite avec Méréville sans dénomination et traverse à nouveau la voie ferrée avant de croiser la route départementale 18 avant de quitter le territoire communal, départemental et régional à la limite avec Pannecières. Elle est prolongée dans le Loiret par la route départementale 97.

## Pour approfondir